# Orvasca melambaphes
Orvasca melambaphes är en fjärilsart som beskrevs av Turner 1920. Orvasca melambaphes ingår i släktet Orvasca och familjen tofsspinnare. Inga underarter finns listade i Catalogue of Life.